# Bent Jædig
Bent Jædig (18. oktober 1935 i København – 9. juni 2004) var en dansk tenorsaxofonist, som tilhørte bebop-jazzen.
I årene 1957-1969 spillede Jædig primært i Tyskland, Frankrig og Spanien, men var siden aktiv på den danske jazzscene i bl.a. Radioens Big Band, Thad Jones' og Ernie Wilkins' orkestre samt med egne mindre jazzgrupper, fx The Richard Boone/Bent Jædig Quartet med bl.a. Richard Boone. Han var en inspirator for en del yngre musikere
I 1983 modtog han Ben Webster Prisen, og i 1996 modtog han Palæ Bars Jazzpris. En Bent Jædig-pris er blevet uddelt årligt siden hans død.

## Diskografi i udvalg
Albums
- Bent Axen – Bent Jædig: Let's Keep The Message (Debut, 1960)
- Danish Jazzman (Debut, 1967)
- The Richard Boone/Bent Jædig Quartet: Make Someone Happy, 1977 (Storyville, 1996).
- Sizzlin, 1986.
- Egon Denu & Bent Jædig (Olufsen, 1991)
- The Red Lightning (1996)
- Bent the Sailor (2001)

Opsamlinger
- From Jædig's Galaxy (Storyville, 1966-83, udg. 2003)
- The Free Spirit: Recordings 1963-2003 (Little Beat Records, 1963-2003, udg. 2009)